# Bradlee Anae
Bradlee Joseph Ioane Anae (Laie, Hawái, 17 de enero de 1998) es un jugador profesional estadounidense de fútbol americano que se desempeña en la posición de linebacker en Atlanta Falcons, equipo de la National Football League (NFL). Jugó fútbol americano universitario en Utah.

## Carrera
Fue seleccionado en la quinta ronda en la Reunión Anual de Selección de Jugadores de la NFL de 2020. Hizo su debut profesional con el equipo Dallas Cowboys, en el cual jugó dos temporadas (2020-2022). El 19 de enero de 2022, Anae firmó un contrato de reserva/futuro con los New York Jets, donde jugó una temporada, en 2024 pasó a Atlanta Falcons.